# Gonaives (geslacht)
Gonaives is een geslacht van kevers uit de familie bladkevers (Chrysomelidae).
De wetenschappelijke naam van het geslacht werd in 1987 gepubliceerd door Clark.

## Soorten
- Gonaives buenae Clark, 1987